# Annelise Matschulat
Annelise Matschulat (* 31. März 1923 in Königsberg; † 13. Mai 2007 in Rostock) war eine deutsche Schauspielerin.

## Leben
Die Beamtentochter Annelise Matschulat hatte nach dem Besuch des Lyzeums in Königsberg (Ostpreußen) privaten Schauspielunterricht, u. a. bei Werner Rafael. Ihre erste Rolle am Theater bekam sie in dem Singspiel Brillanten aus Wien von Alexander Steinbrecher.
Zum Ende des Zweiten Weltkrieges, im Januar 1945, gelang ihr die Flucht mit einem KdF-Schiff über die Ostsee nach Warnemünde. Das Kriegsende erlebte die 22-jährige in der Familie ihres Bruders bei Magdeburg. Hier lag es nahe, sich an den Städtischen Bühnen in Magdeburg zu bewerben und so konnte sie ihre noch junge Schauspielkarriere fortsetzen. Obwohl ihr die Zeit an diesem Theater gefiel, suchte sie doch die Veränderung und ging 1954 nach Halle (Saale). Doch bereits ein Jahr später zog es Annelise Matschulat an das Volkstheater Rostock, dem sie für den Rest ihres beruflichen Lebens, bis 1992 treu blieb. Hier sah sie auch eine ihrer Hauptaufgaben darin, sich dem Schauspieler-Nachwuchs zu widmen. Mehrmals stand sie für die DEFA und das Fernsehen vor der Kamera.

## Filmografie
- 1952: Frauenschicksale
- 1954: Alarm im Zirkus
- 1957: Schlösser und Katen
- 1959: Eine alte Liebe
- 1971: Karriere
- 1975: Polizeiruf 110: Der Mann (Fernsehreihe)
- 1978: Sabine Wulff
- 1979: Der elegante Dreh (Fernsehfilm)
- 1986: Der Bärenhäuter
- 1987: Stielke, Heinz, fünfzehn…
- 1989: Polizeiruf 110: Drei Flaschen Tokajer
- 1990: Abschiedsdisco
- 1991: Polizeiruf 110: Mit dem Anruf kommt der Tod
- 1992: Endstation Harembar (Fernsehfilm)
- 1993: Polizeiruf 110: und tot bist du

## Theater
- 1950: William Shakespeare: Romeo und Julia – (Julia) – Regie: Hans Geißler Städtische Bühnen Magdeburg
- 1951: Anton Tschechow: Der Bär (Gutsbesitzerin) – Regie: Horst Reinecke (Maxim-Gorki-Theater Magdeburg)
- 1952: Maxim Gorki: Sommergäste (Ärztin) – Regie: Wolfgang Heidmann (Maxim-Gorki-Theater Magdeburg)
- 1952: William Shakespeare: Hamlet (Ophelia) – Regie: Hans Geißler (Maxim-Gorki-Theater Magdeburg)
- 1956: Bertolt Brecht: Der gute Mensch von Sezuan (Frau Yang) – Regie: Benno Besson (Volkstheater Rostock)
- 1956: Gerhart Hauptmann: Magnus Garbe (Felicia) – Regie: Gotthard Müller  (Volkstheater Rostock)
- 1957: Carl Zuckmayer: Der Gesang im Feuerofen (Francine) – Regie: Karlheinz Bieber (Volkstheater Rostock)
- 1962: Lena Foellbach: So eine reizende Familie – Regie: ? (Volkstheater Rostock – Kleines Haus)
- 1964: Berta Waterstradt: Einen Tick hat schließlich jeder (Tochter) – Regie: Wolfram Lindner (Volkstheater Rostock – Kleines Haus)
- 1967: Euripides: Die Troerinnen (Andromache) – Regie: Panajotis Haritoglou (Volkstheater Rostock)
- 1980: Kurt Barthel: Klaus Störtebeker (Gret Haarmaker) – Regie: Hanns Anselm Perten (Rügenfestspiele Ralswiek)
- 1985: Rolf Hochhuth: Judith (Jelena Masanik von 1983) – Regie: Hanns Anselm Perten (Volkstheater Rostock)

## Hörspiele
- 1965: Kurt Tucholsky: Schloß Gripsholm (Erzieherin) – Regie: Hanns Anselm Perten (Hörspiel – LITERA)
- 1972: Harriet Beecher Stowe: Onkel Toms Hütte (Mrs. Shelby) – Regie: Christine van Santen (Hörspiel – LITERA)

## Auszeichnungen
- 1995: Ehrenmitglied am Volkstheater Rostock